# Kreis Gyál
Der Keis Gyál (ungarisch Gyáli járás) ist ein Kreis in der Mitte des zentralungarischen Komitats Pest, südlich von Budapest gelegen. Er grenzt im Westen an den Kreis Szigetszentmiklós, im Südwesten und Süden an den Kreis Dabas, im Osten an den Kreis Monor sowie im Nordosten an den Kreis Vecsés. Im Nordwesten bildet die Landeshauptstadt Budapest die Grenze.

## Geschichte
Der Kreis ging zur ungarischen Verwaltungsreform Anfang 2013 nahezu unverändert aus seinem Vorläufer, dem gleichnamigen Kleingebiet (ungarisch Gyáli kistérség), hervor. Nur die Gemeinde Bugyi wechselte in den Kreis Dabas.

## Gemeindeübersicht
Der Kreis Gyál hat eine durchschnittliche Gemeindegröße von 10.259 Einwohnern auf einer Fläche von 42,75 Quadratkilometern. Der Kreis hat die neunthöchsten Bevölkerungsdichte und liegt damit über dem Komitatsdurchschnitt. Der Kreissitz befindet sich in der größten Stadt, Gyál, im Norden des Kreises gelegen. Die Stadt tangiert die Landeshauptstadt Budapest auf etwa sechs Kilometer Länge.
| 4 Gemeinden   | Status       | Herkunft Kleingebiet | Einwohnerzahl | Einwohnerzahl | Einwohnerzahl | Fläche (km²) | Bevölkerungs- dichte (Ew./km²) |
| 4 Gemeinden   | Status       | Herkunft Kleingebiet | 01.10.2011    | 01.01.2013    | 01.01.2016    | 01.01.2016   | Bevölkerungs- dichte (Ew./km²) |
| ------------- | ------------ | -------------------- | ------------- | ------------- | ------------- | ------------ | ------------------------------ |
| Alsónémedi    | Großgemeinde | Gyál                 | 5.144         | 5.203         | 5.264         | 49,07        | 107,3                          |
| Felsőpakony * | Großgemeinde | Gyál                 | 3.386         | 3.324         | 3.371         | 15,33        | 219,9                          |
| Gyál          | Stadt        | Gyál                 | 23.338        | 22.709        | 23.152        | 24,93        | 928,7                          |
| Ócsa          | Stadt        | Gyál                 | 8.985         | 9.073         | 9.247         | 81,66        | 113,2                          |
| Kreis Gyál    |              |                      | 40.853        | 40.309        | 41.034        | 170,99       | 240,0                          |

* Die Gemeinde Felsőpakony wurde Mitte 2013 zu Großgemeinde (Nagyközség) erklärt